# تيو ألبرشت
تيو ألبرشت (بالألمانية: Theo Albrecht)‏ (و. 1922 – 2010 م) هو رائد أعمال ألماني، ولد في إسن، توفي في إسن، عن عمر يناهز 88 عاماً.

## روابط خارجية
- ثيو ألبرشت على موقع مونزينجر (الألمانية)
- ثيو ألبرشت على موقع إن إن دي بي (الإنجليزية)